# Березниця (Березинський район)
Березниця (біл. вёска Бярэзьніца) — село в складі Березинського району Мінської області, Білорусь. Село підпорядковане Капланецькій сільській раді, розташоване в східній частині області.